# Linnusitamaa
Linnusitamaa (dosł. wyspa ptasich odchodów) - niezamieszkana wyspa w Estonii w pobliżu wyspy Sarema. Cała wyspa objęta jest ochroną i należy do rezerwatu Abruka looduskaitseala.